# Collacagua
Collacagua es un pequeño caserío Aymara del altiplano de la Región de Tarapacá (Chile), ubicado a 86 km de Pica, entre los poblados de Cancosa y Lirima. Está compuesto por 12 casas, de las cuales las más antiguas son en piedra, adobe y barro; las últimas guardan semejanza al estilo arquitectónico ancestral aymara pero sus materiales no son los mismos.
Sus habitantes viven de la agricultura y ganadería, además del turismo. Cuenta con alojamiento, energía solar fotovoltaica y señal de internet.

## Historia
Luis Riso Patron escribió en 1924 en su obra Diccionario jeográfico de Chile:
Collacagua: (Ingenio de beneficio de metales), Antiguo, se encuentra a 3890 m de altitud en la parte superior del valle del río del mismo nombre; a su alrededor se haya paja para los annimales y brota de una gruta una pequeña vertiente de agua con 24°D de temperatura.

## Festividades
El día 25 de diciembre se realiza el floreo, tradición aymara que consiste en la marcación de llamas y ovejas, adornarlos con flores de lana de diferentes colores.